# 若い広場 オフコースの世界 1981.Aug.16〜Oct.30
『若い広場 オフコースの世界 1981.Aug.16〜Oct.30』は、2002年1月30日に発売されたオフコースの映像作品。

## 解説
本作は1982年1月3日NHK教育テレビで放映された『若い広場』を、手を加えずにDVD化した作品。
当時、アルバム作りとライヴを中心に活動し、テレビには一切出演しなかったオフコースの初ドキュメンタリーであり、ファンの間では「幻の番組」と呼ばれていた。内容はバンドとしての絶頂期ともいえるアルバム『over』の曲作りからレコーディング、アメリカでのミックスダウンという制作過程を軸に、番組の司会者「山際淳司」や音楽評論家「田川律」のインタビュー、日本武道館公演のライヴ映像を織り交ぜた構成となっている。
「オフコース」=「小田和正」というイメージが強いが、レコーディング作業を通してメンバーのバンド、音楽への関わり方、役割、人間関係などが垣間見られ興味深い。小田によるオフコースのセルフカバー・アルバムやDVD作品の『Digital dictionary』などと併せて、彼らを再評価する意味で貴重な作品といえるだろう。
付属のブックレットには田川律による解説の他、番組制作を担当した小谷秀穂（2001.11.30 NHK名古屋放送局企画総務室長・当時の番組ディレクター）による「NHK DVD『若い広場〜オフコースの世界〜』ができるまでの物語」、番組のDVD化を担当した南出貴弘（2001.12.3 NHKソフトウェア）による「NHK DVD『若い広場〜オフコースの世界〜』ができるまでの物語(2)」を収載。その中で南出は、DVD化に際し「特典映像」へのこだわりは強かったが、当時の映像素材はNHKに残っておらず、いっそ新規でインタビューを、と思ったものの、これについてはメンバーの反応は様々で実現には至らなかったという。よってあえて「あの時のまま」を収録、経年変化したマスターテープのキズ等を若干修正しただけだという。

## 収録内容
1. 日本武道館公演 1981.2.10
愛を止めないで
2. レコーディングリハーサル 初日
3. インタビュー(1)
小田和正×山際淳司
4. レコーディングリハーサル
5. 野球大会
6. レコーディングリハーサル 20日目
Yass3（君におくる歌）
松1（僕のいいたいこと）
7. インタビュー(2)
小田和正×田川律
8. 日本武道館公演 1981.2.10
Yes-No
のがすなチャンスを
9. ボーカルレコーディング
僕のいいたいこと（松1）
哀しいくらい（小田4）
10. レコーディング終了まであと6日間
言葉にできない
11. 写真撮影
12. コーラスレコーディング
愛の中へ（小田3）
13. インタビュー(3)
小田和正×山際淳司
14. レコーディング終了
15. エンディング

## クレジット
- 編集：NHK
- 発行：NHKソフトウェア
- 発売：東芝EMI株式会社

## リリース日一覧
| 地域 | リリース日    | レーベル    | 規格 | カタログ番号 | 備考 |
| ---- | ------------- | ----------- | ---- | ------------ | --- |
| 日本 | 2002年1月30日 | TOSHIBA EMI | DVD  | TOBH-7038    | 当初は通常のプラケース仕様。後にユニバーサルミュージックからの再発時にトールケース仕様に変更（品番変更なし）。 |